# Michael Schenk (Radsportler)
Michael Schenk (* 15. November 1959) ist ein ehemaliger deutscher Radsportler und nationaler Meister im Radsport.

## Sportliche Laufbahn
Schenks größte Erfolge gelangen ihm in Zeitfahrwettbewerben. Er war Mitglied im Verein Olympia Dortmund. 1984 konnte er erstmals die Deutsche Meisterschaft im Mannschaftszeitfahren (mit Hartmut Bölts, Michael Maue und Bernd Gröne) gewinnen. 1986 gewann er den Titel erneut mit seinem Team. Weitere dreimal konnte er sich Podiumsplätze erobern. Einen ersten Einzeltitel gewann er 1983, als im Rennen um die Deutsche Bergmeisterschaft siegte. Diesen Titel konnte er ein Jahr später, sowie 1985 verteidigen. 1987 und 1988 wurde er erneut Deutscher Meister in dieser Disziplin und damit der erfolgreichste Fahrer bei diesem Wettbewerb. Der Höhepunkt seiner Laufbahn war der Sieg bei der Deutschen Meisterschaft im Straßenrennen 1985. Daraufhin wurde er von Bund Deutscher Radfahrer (BDR) für die Straßenradsport-Weltmeisterschaften nominiert, wo er im Straßenrennen allerdings ausschied. Von den traditionellen deutschen Rennen gewann er 1987 Rund um Frankfurt und 1988 das Berliner Rollberg-Rennen. Er beendete seine Laufbahn 1989.